# موتیلنه
شهر موتیلِنه در استان اژه شمالی در کشور یونان واقع شده است که دارای جمعیت ۲۸٬۸۹۸  نفر می‌باشد.